# Lucifer-kolibri
A Lucifer-kolibri (Calothorax lucifer)  a madarak osztályának sarlósfecske-alakúak (Apodiformes)  rendjébe és a kolibrifélék (Trochilidae) családjába tartozó faj.

## Rendszerezése
A fajt William John Swainson angol ornitológus írta le 1827-ben, a Cynanthus nembe Cynanthus lucifer néven.

## Előfordulása
Az Amerikai Egyesült Államok délnyugati részén  és Mexikó területén honos. A természetes élőhelye szubtrópusi és trópusi hegyi esőerdők, száraz erdők, gyepek és cserjések, valamint szántóföldek.

## Megjelenése
Testhossza 10 centiméter, testtömege 3-3,5 gramm.
|  |  |

## Külső hivatkozások
- Képek az interneten a fajról
- Internet Bird Collection - videók a fajról